# Радо Иршич
Радо Иршич (Мислиња, код Словењ Градец, 17. септембар 1910 – Марибор 12. децембар 1941), учесник Народноослободилачке борбе и народни херој Југославије.

## Биографија
Рођен је 17. септембра 1910. године, у Мислињи, код Словењ Градеца. Основну школу је завршио у родном месту, грађанску школу у Словењ Градецу, Трговачку академију у Марибору, а Високу комеријцалну школу у Загребу.
Био је један од запажених радника у синдикалном покрету Краљевине Југославије. Већ од 1933. године је деловао у левичарском академском клубу „Триглав” и учествовао у демонстрацијама и штрајковима. Године 1936. постао је члан Комунистичке партије Југославије (КПЈ). Исте године је постао и ревизор у Савезу набављачких задруга државних службеника у Београду. Као ревизор је успоставио везе с левичарима у разним задругама у земљи и дао значајан допринос организовању револуционарног фронта под руководством КПЈ. Радио је и у СБОТИЧ-у (Савезу банкарских, осигуравајућих, трговачких и индустријских чиновника). Године 1939. је учествовао у организовању штрајка задружних службеника, а 18. децембра 1940. године је био ухапшен и затворен у затвору „Главњача”. Кад је изашао на слободу, постао је уредник листа „Људска правица”. Учестовао је и у организовању масовних демонстрација у Београду, поводом војног пуча од 27. марта 1941. године.
У току Априлског рата, 1941. године, добровољно се пријавио у Југословенску војску и отишао је на фронт, али је приликом капитулације војске био заробљен. Успео је да побегне из заробљеништва и да се врати у родни крај. Око себе је окупљао родољубиве грађане и деловао у Мислињској, Салешкој, Межичкој и Дравској долини, где је оснивао прве одборе Ослободилачког фронта (ОФ), скупљао партизане, организовао групе за саботаже и др.
Настанио се у Марибору, где је постао члан Покрајинског комитета КП Словеније за Марибор, а новембра 1941. године је био изабран за његовог секретар. Урпкос јаком окупаторском апарату, Радо Иршич је с друговима ширио Народноослободилачки покрет (НОП) по целој Штајерској и у Прекомурју, које је тада било под окупацијом Краљевине Мађарске. Окупатор је успео најпре да ухапси његове најближе сараднике, а 12. децембра 1941. године је био откривен и он. Кућа у којој се налазио, била је опкољена, али је и поред тога прихватио борбу и борио се све док није био смртно погођен.
Указом председника Федертивне Народне Републике Југославије Јосипа Броза Тита, 27. новембра 1953. године, проглашен је за народног хероја.
У току Народноослободилачког рата страдали су му рођени брат и мајка. Брат Станко Иршич (1909—1942), био је стрељан од окупатора, а мајка је била послата у логор Аушвиц, где је убрзо умрла.